# Deltote nemorum
Deltote nemorum is een vlinder uit de familie van de uilen (Noctuidae). De wetenschappelijke naam van deze soort is voor het eerst voorgesteld als Erastria nemorum door Charles Oberthür in een publicatie uit 1880.

## Verspreiding
De soort komt voor in het Russische Verre Oosten, China, Korea en Japan.

## Biologie
De vlinder vliegt van juni tot in augustus in twee generaties. De soort kan worden aangetroffen in graslanden, kapvlakten, in en bij vochtige bossen en rivieroevers.